# الکس کازادمونت
الکس کازادمونت (انگلیسی: Àlex Casademunt; ۳۰ ژوئن ۱۹۸۱ – ۲ مارس ۲۰۲۱) بازیگر، مجری، خواننده، و مجری تلویزیون اهل اسپانیا بود.
از فیلم‌ها یا برنامه‌های تلویزیونی که وی در آن نقش داشته است می‌توان به Telepasión اشاره کرد.